# Big City
Big City ist das 33. Studioalbum von Country-Sänger Merle Haggard. Es erschien im Oktober 1981 und war sein erstes Album für Epic Records, nachdem er MCA verlassen hatte.

## Entstehungsgeschichte
Big City entstand in einer für Merle Haggard schwierigen Periode. Seine Jahre im Gefängnis waren schon eine ganze Weile her und in der Zwischenzeit wurde er zu einem geachteten Country-Sänger, der seine Lieder sogar im Weißen Haus vortragen durfte. Kurz vorher scheiterte seine Ehe mit Sängerin Leona Williams. Obwohl die Scheidung erst 1983 rechtskräftig wurde, lebte das Ehepaar getrennt und Merle Haggard zog von Reno weg. Zudem hatte er gerade seine alte Plattenfirma MCA Records verlassen und einen neuen Vertrag bei Epic Records unterschrieben. Dennoch oder gerade deswegen befand sich Haggard in einer kreativen Hochphase. Im Juli 1981 ging er mit seiner Band The Stranger in die Britannia Studios, Hollywood, Kalifornien. Innerhalb von 48 Stunden nahm er zusammen mit diesen sowohl dieses Album auf, als auch den Nachfolger Going Where the Lonely Go ein. Merle Haggard trat auch als Produzent auf und wurde durch Lewis Talley unterstützt.
Das Albumcover zeigt Merle Haggard auf einem Bett mit Gitarre. Hinter ihm ist ein Fenster, das den Blick auf die Straße freigibt.

## Titelliste
Das Album wurde 
1. Big City (Merle Haggard, Dean Holloway) – 2:59
2. My Favorite Memory (Haggard) – 3:06
3. Good Old American Guest (Haggard) – 2:36
4. I Think I’m Gonna Live Forever (Benny Binion, Haggard, Dennis Hromek) – 2:29
5. This Song Is Mine (Haggard) – 2:33
6. Stop The World & Let Me Off (Carl Belew, W. S. Stevenson) – 3:18
7. Are the Good Times Really Over (I Wish a Buck Was Still Silver) (Haggard) – 4:14
8. Texas Fiddle Song (Leona Williams) – 2:19
9. You Don’t Have Very Far to Go (Haggard, Red Simpson) – 3:14
10. I Always Get Lucky With You (Gary Church, Haggard, Freddy Powers) – 3:31

Bonustracks
1. Call Me (Uncredited) – 4:18
2. I Won’t Give Up My Train (Mark Yeary) – 4:43

Beide Bonustracks wurden während der Aufnahmen zum Album eingespielt. I Won’t Give Up My Train ist ein Duett mit Roger Miller.

## Musikstil und Lieder
Musikalisch bewegt sich Merle Haggard mit seiner Band The Strangers im typischen Rahmen. Allerdings gibt es einige jazzige Passagen. So ist das Titellied, heute ein Klassiker von Haggard, im Stil eines Shuffles eingespielt. Hierzu musste er von Co-Autor Dean Holloway überredet werden, denn früher in den Clubs, wo seine Karriere begann, musste er ständig Shuffles spielen und war ihnen überdrüssig geworden. Das Lied erinnert an Ray Price. I Always Get Lucky with You ist ebenfalls jazzig angehaucht und eine Ballade.
Haggard schrieb acht der 10 Lieder auf dem Album selbst, zum Teil auch mit Unterstützung. Seine Noch-Ehefrau beteiligte sich als Background-Sängerin auf dem Album. Von ihr stammt auch der Text zu Texas Fiddle Song. You Don’t Have Very Far to Go, geschrieben von Merle Haggard mit Red Simpson zusammen, ist ein alter Titel aus den 1960ern. Das Album an sich behandelt wiederkehrende Themen, die Haggard bereits vorher bearbeitet hat: persönliche Freiheit und das Leben eines hart arbeitenden Mannes in Amerika im Zeichen der allgegenwärtigen Urbanisierung. Mit Are the Good Times Really Over for Good (I Wish a Buck Was Still Silver) spielte er seinen Kritikern in die Hände, die ihn für einen reaktionären Redneck hielten. Das Lied ist eine Elegie auf das „alte Amerika“ ohne Drogen und mit einer stabilen Wirtschaft, drückt am Ende aber Hoffnung aus.

## Besetzung
- Merle Haggard – Gitarre, Gesang
- Jimmy Belkin – Fiddle
- Roy Nichols – Gitarre, Mundharmonika
- Biff Adam – Schlagzeug
- Norm Hamlet – Steel Guitar, Dobro
- Dennis Hromek – Bass
- Tiny Moore – Fiddle, Mandolinenbanjo
- Bobby Wayne – Gitarre, Hintergrundgesang
- Leona Williams – Hintergrundgesang
- Mark Yeary – Klavier
- Slyde Hyde – Trombone
- Don Markham – Trompete, Saxofon

## Erfolg
Das Album erreichte Platz 161 der US-amerikanischen Billboard 200 und blieb insgesamt 28 Wochen in den Charts. In den von Billboard ermittelten Country-Charts erreichte es Platz 3. Die beiden Singleauskopplungen Big City und My Favorite Memory erreichten Platz 1 der Country-Charts. Die Singleauskopplung Are the Good Times Really Over (I Wish a Buck Was Still Silver) erreichte Platz 2. Für dieses Lied gewann Haggard außerdem den Preis Song of the Year der Academy of Country Music, sowohl als Komponist als auch als Künstler.
Thom Jurek bezeichnete das Album auf AllMusic als eines von Merle Haggards besten Alben und vergab fünf von fünf möglichen Sternen. Seiner Meinung nach enthält das Album einige von Haggards besten Songs, wobei einige als Klassiker bekannt seien und andere Klassiker hätten werden sollen. Robert Christgau nennt das Album einen Kult-Klassiker, der allerdings auch etwas Füllmaterial enthalte.